# 아카바 가즈요시

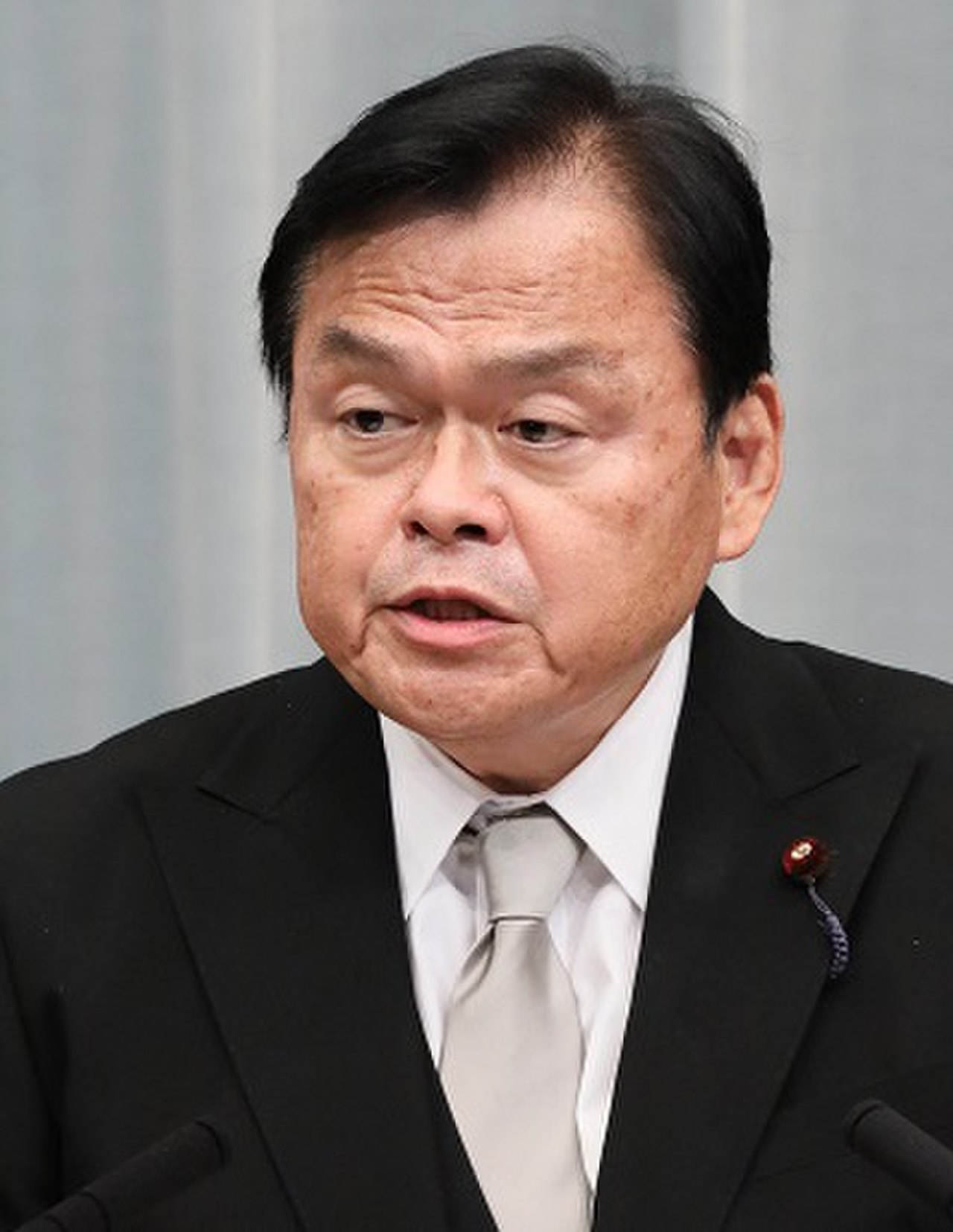
아카바 가즈요시

아카바 가즈요시(일본어: 赤羽一嘉, 1958년 5월 7일 ~ )은 일본의 정치인이다. 공명당 소속의 중의원 의원(8선)이며 선거구는 효고현 제2구이다. 전 제22·23대 국토교통대신을 역임했다.

## 경력
- 2012년 12월 : 제46회 일본 국회 중의원
- 2014년 12월 : 제47회 일본 국회 중의원
- 2017년 10월 ~ 2021년 10월: 제48회 일본 국회 중의원
- 2019년 9월 ~ 2021년 10월 4일: 일본 국토교통성 대신